# حوزه انتخابیه بیست‌ودوم تگزاس
حوزه انتخابیه بیست‌ودوم تگزاس یک حوزه انتخابیه مجلس نمایندگان آمریکا است که در ایالت تگزاس قرار دارد.